# Borgholms kyrka
Borgholms kyrka är en kyrkobyggnad i Växjö stift. Den är församlingskyrka i Borgholms församling.

## Kyrkobyggnaden
När Borgholm grundades 1816 fanns ingen kyrka i Borgholm, och invånarna fick bege sig till Köpings kyrka eller Räpplinge kyrka. Borgholms kyrka byggdes först år 1879 efter ritningar av  Ernst Jacobsson  vid  Överintendentsämbetet. A. Chronwall i Kalmar fick i uppdrag att leda byggnadsarbetet. Kyrkan byggdes i natursten med putsad fasad i en egen ”konstruerad medeltidsstil” med rundbågefriser och strävpelare. Tornet fick sin plats i mitten. Den östra delen blev kyrksal och den västra skolsal. Detta markerade på ett säreget sätt hur kyrkan/församlingen och skolan vid denna tid var en enhet med kyrkoherden som lokalt ansvarig för båda, och som båda hade biskopen och domkapitlet som regional myndighet. Numera är den västra delen församlingssal. Kyrkan invigdes av biskop Pehr Sjöbring   Pingstdagen 1879. Kyrkorummets interiör var fram till 1960  präglad av nyklassicism. Åren 1960-1961 skedde en genomgripande förändring under ledning av arkitekt   Carl Hampus Bergman. Det skedde helt i  modernismens stilbildning. En helt ny inredning plånade ut alla spår av sent 1800-tal. Kyrkorummet försågs med fönster av färgat glas och smide komponerade av Harald Garmland  och  Erik Höglund. Det runda fönstret i koret ersattes av ett långsmalt. Altare, altarring och predikstol förnyades. Kyrkbänkarna togs bort till förmån för stolar. (Stolarna har senare ersatts av ny kyrkbänksinredning). Innertaket byggdes om till plant. I ett rum i tornets nedre del mitt emot huvudentrén har ett dopkapell inrättats som pryds av två fönster varav ett i glasmosaik av Erik Höglund samt ett runt fönster (tidigare korfönster) av Erik Jerken 1929 med motivet "Den gode Herden".
I tornet med sin höga gotiskt inspirerade spira  hänger två klockor. Den stora kyrkklockan göts 1872 av Joh A Beckman. Den lilla kyrkklockan kommer ursprungligen från Bredestads kyrka i Aneby kommun och göts 1756 av Elias Fries Thoresson.

## Inventarier
- Triumfkrucifix i smide som formgivits av Harald Garmland. Gåva 1961 av dåvarande Borgholms konstförening.
- Fristående altare från renoveringen 1960- 1961 ritat av Carl Hampus Bergman.
- Predikstol 1960-1961, (även denna är ett verk av C H Bergman.)
- Altarkrucifix, komponerat av konstnären Sven-Bertil Svensson.
- Flyttbart altarskrank i smide med knäfall. 1960-1961.
- Fyra golvljusstakar av trä i koret.
- Ljusbärare "Livets träd", utformad av Elving Brask,1998.
- Åttakantig dopfunt i röd kalksten utförd 1940 av Ölands Sandviks Bruk AB.
- Kormatta "Skärvor" togs i bruk 2000. Designad av Gertie Lundberg.
- Votivskepp i form av en fullriggare,  tillverkad av Emil Johansson och Axel Jansson. Gåva till kyrkan 1960.
- Öppna kyrkbänkar tillkom 1984.  (Ersatte 1961 års stolsinredning)

## Orgel

### Tidigare orglar
- 1875 uppförde firma Åkerman & Lund, Stockholm, en orgel med åtta stämmor. Orgelverket invigdes den 10 oktober 1875.[2]
- 1932 byggde Olof Hammarberg, Göteborg, en orgel med arton stämmor.
- 1961 uppförde Werner Bosch Orgelbau en mekanisk orgel med femton stämmor fördelade på två manualer och pedal.

| Ryggpositiv (I) | Svällverk (II) | Pedal        | Koppel |
| Koppelflöjt 8′  | Trägedakt 8′   | Subbas 16′   | II/I   |
| Principal 4′    | Kvintadena 4′  | Oktava 8′    | I/P    |
| Gedakt 4′       | Principal 2′   | Pommer 4′    | II/P   |
| Gemshorn 2′     | Kvinta 1 ⅓′    | Nachthorn 2′ |        |
| Mixtur 3 chor   | Regal 8′       | Fagott 16′   |        |
|                 | Tremulant      |              |        |

- 1974 byggde J. Künkels Orgelverkstad en mekanisk kororgel.

| Manual             |
| Gedackt 8′         |
| Rörflöjt 4′        |
| Flöjt 4′ Bas       |
| Principal 2′       |
| Nasat 1 ⅓′ Diskant |
| Regal 8′           |

### Nuvarande orgel
- 1995 nedmonterades läktarorgeln och J. Künkel uppförde ett nytt orgelverk i koret med material från både Boschs orgel och den tidigare kororgeln. Orgeln har arton stämmor fördelade på två manualer och pedal och cirka 960 pipor.

| Huvudverk (I) | Svällverk (II) | Pedal         | Koppel |
| Principal 8′  | Koppelflöjt 8′ | Subbas 16′    | II/I   |
| Gedackt 8′    | Fugara 8′      | Oktavbas 8′   | I/P    |
| Oktava 4′     | Täckflöjt 4′   | Gedacktbas 8′ | II/P   |
| Rörflöjt 4′   | Principal 2′   | Koralbas 4′   |        |
| Waldflöjt 2′  | Nasat 1 ⅓′     | Fagott 16′    |        |
| Mixtur 3 chor | Regal 8′       |               |        |
| Skalmeja 8′   | Tremulant      |               |        |

## Bilder

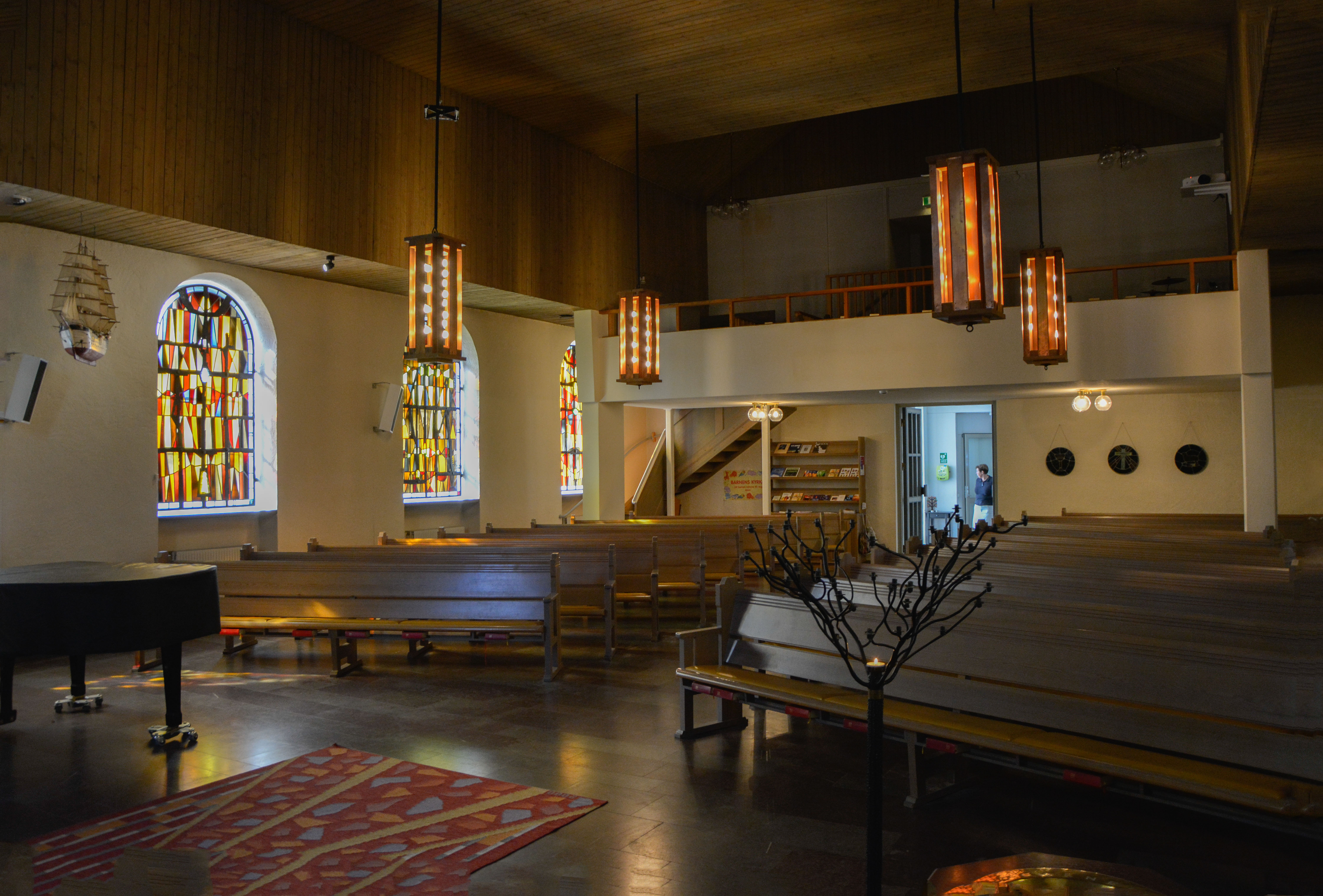
Interiör mot väster.
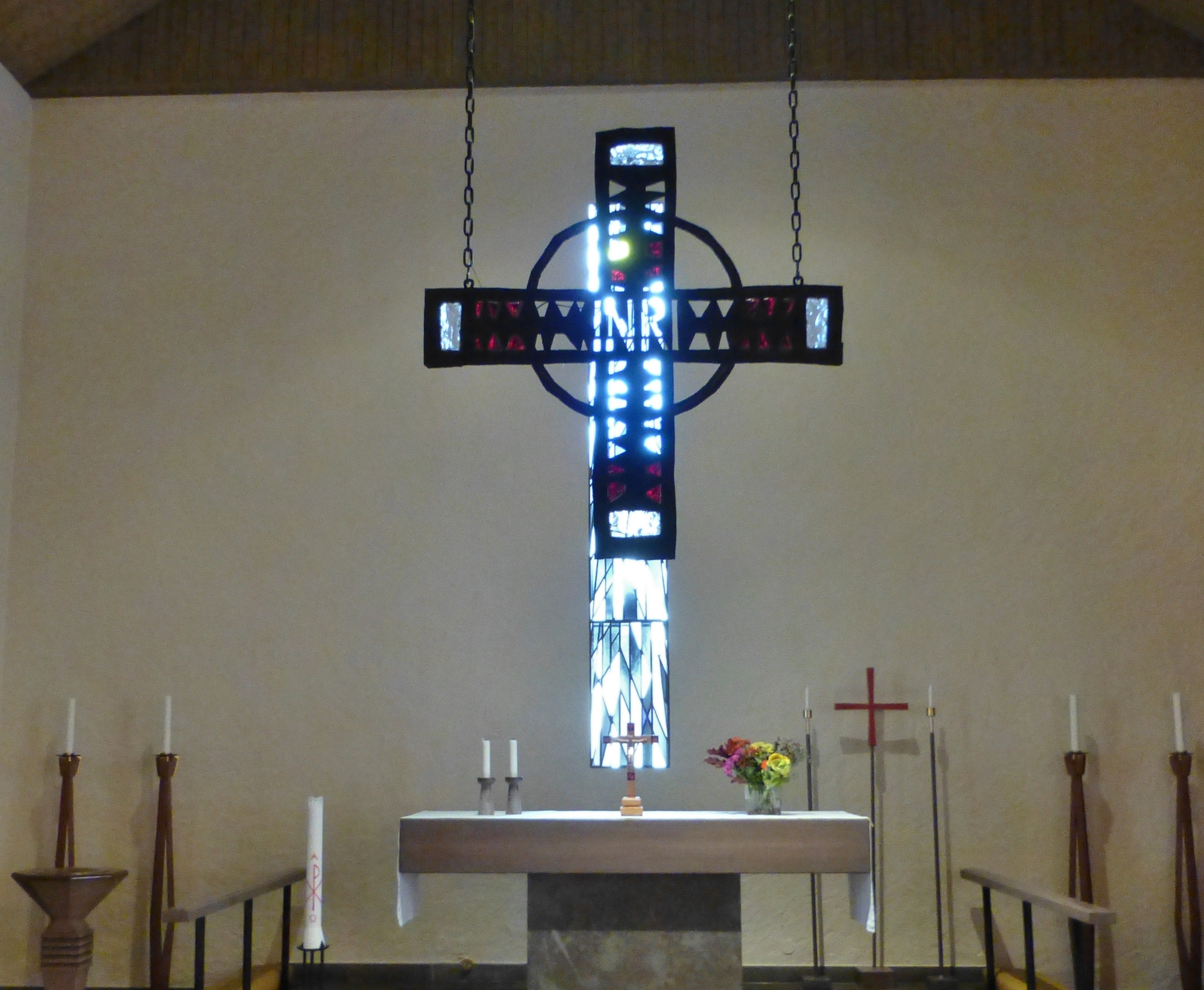
Koret med triumfkrucifixet.
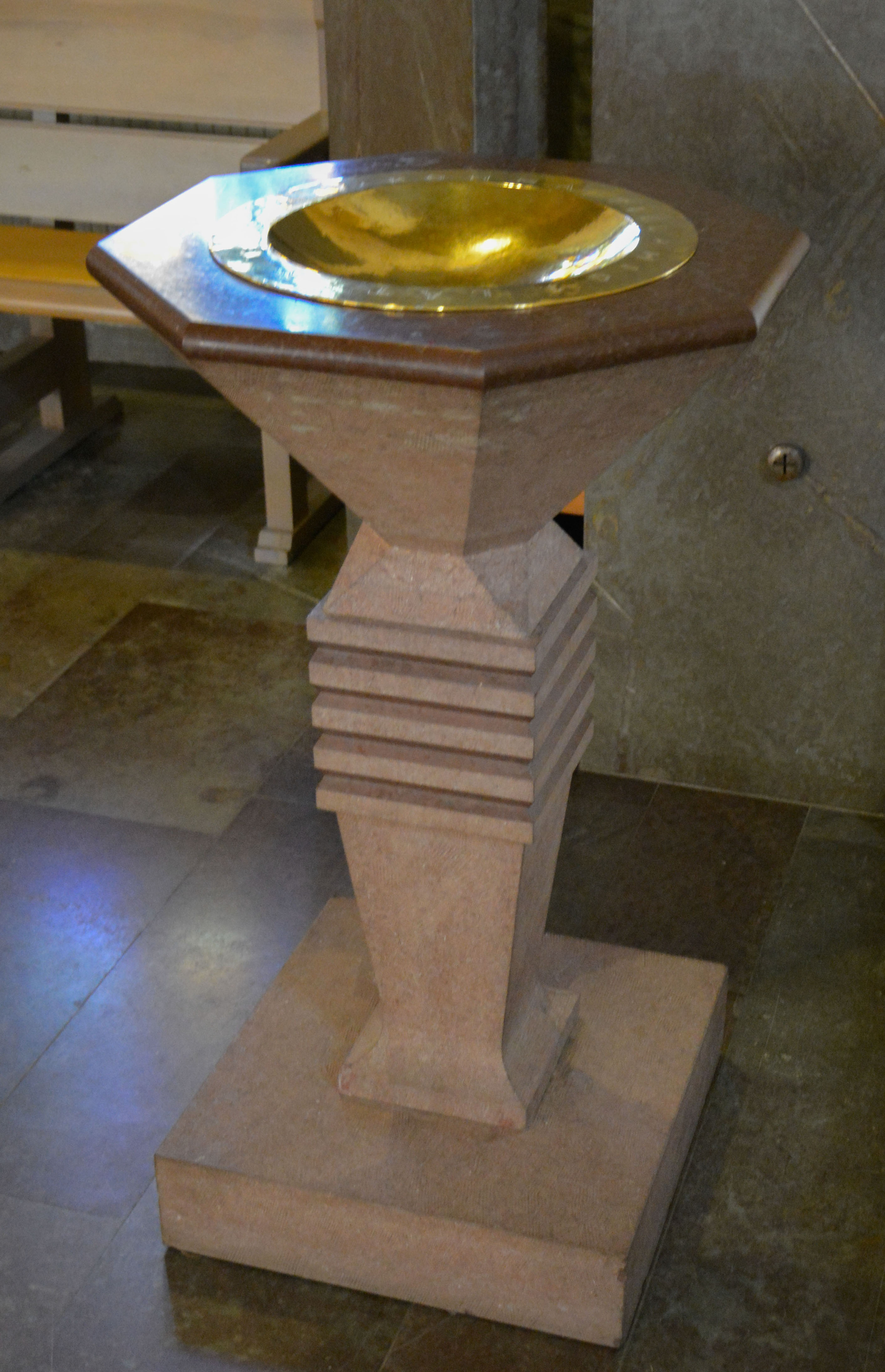
Dopfunten.
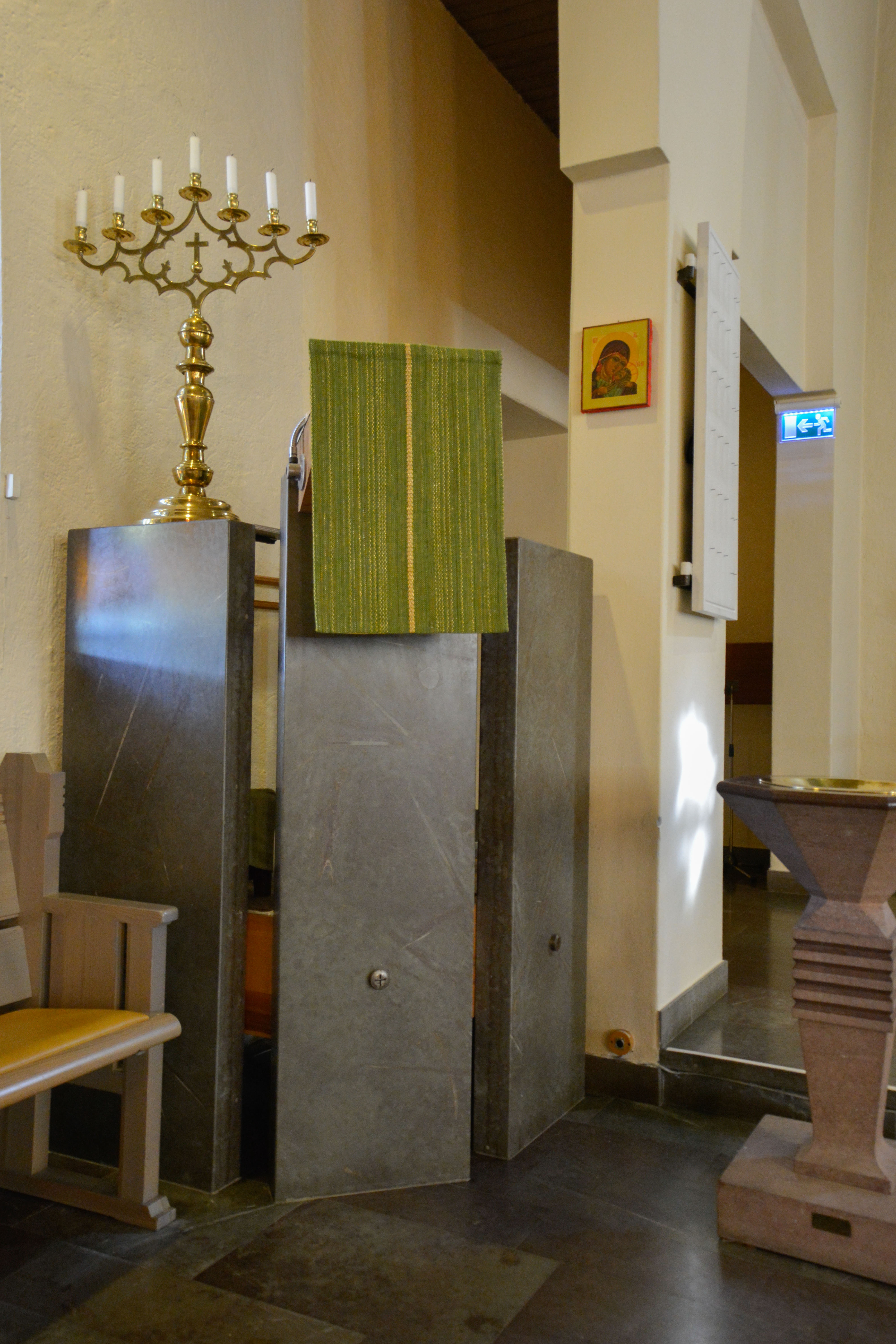
Predikstolen.
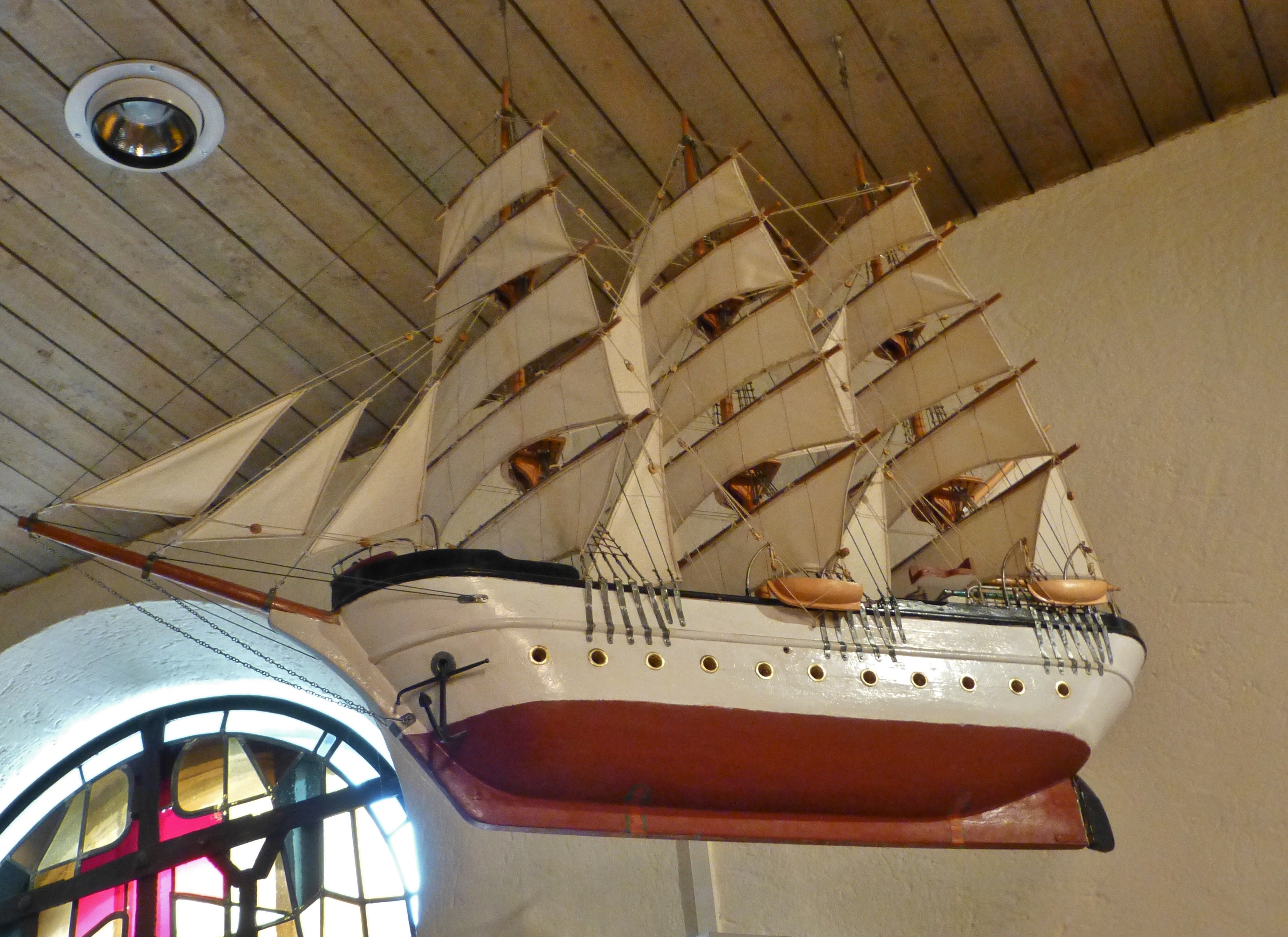
Votivskepp.
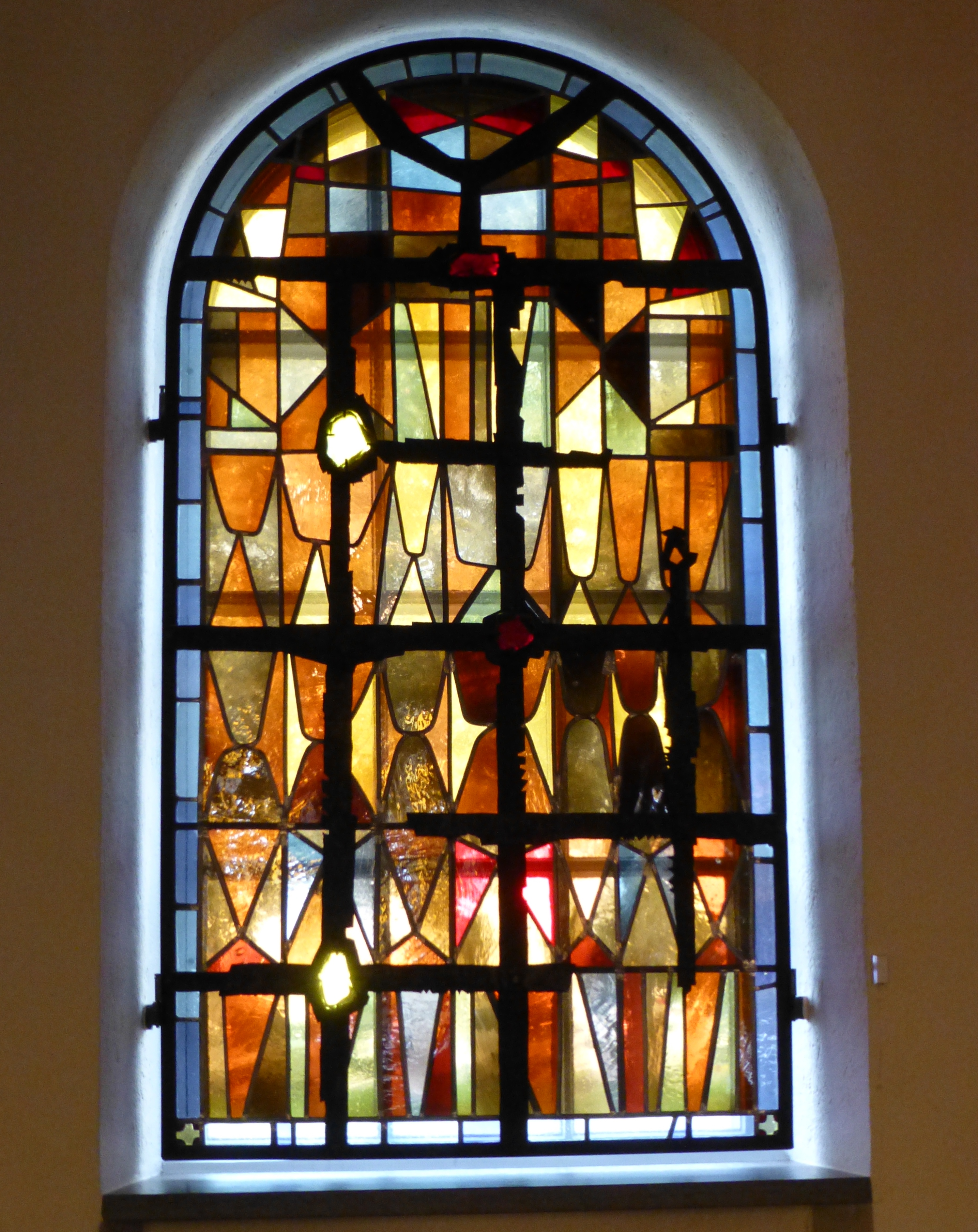
Kyrkfönster av Harald Garmland och Erik Höglund.
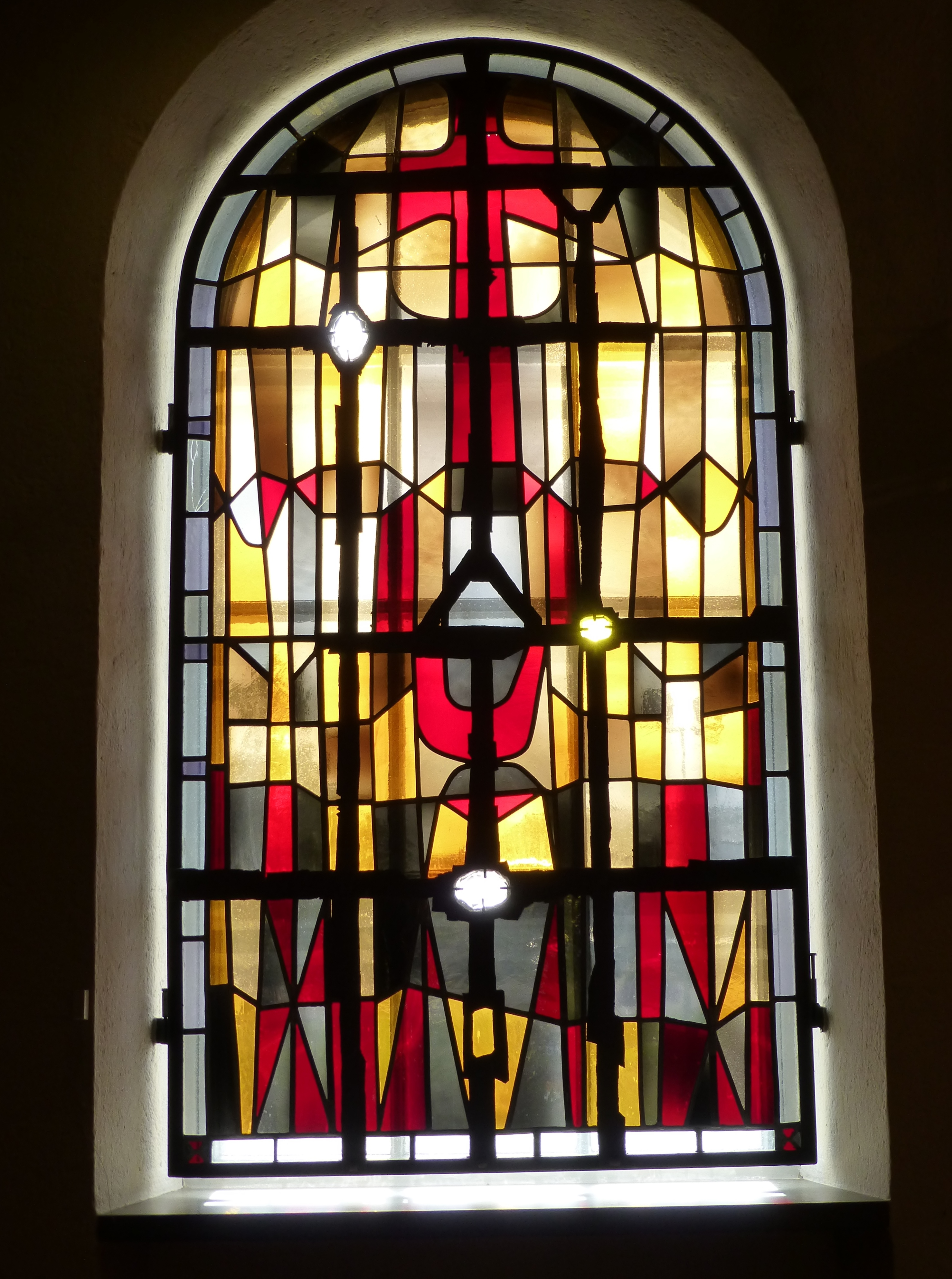
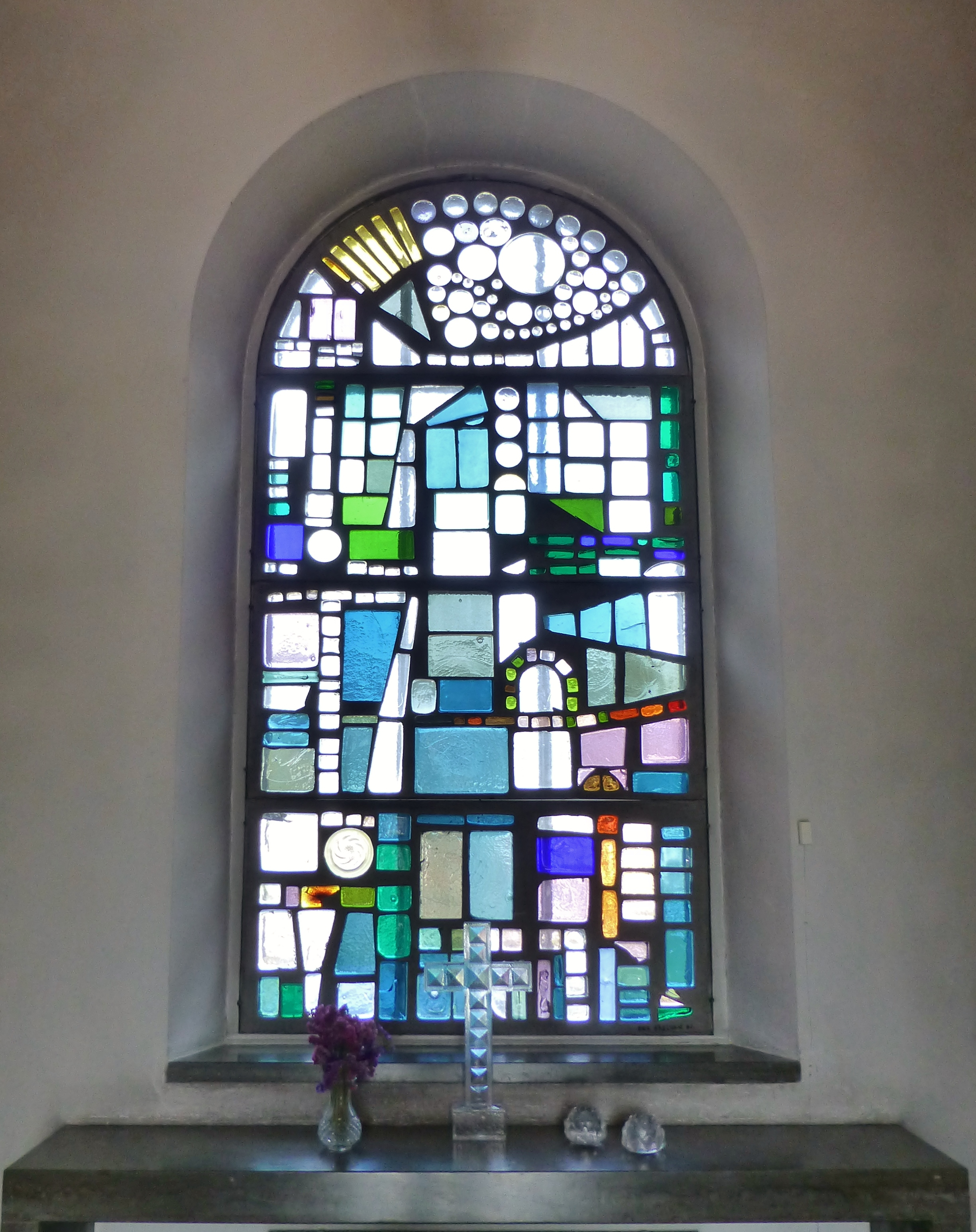
Den Gode Herdens kapell.

### Webbkällor
- Ölands kulturarv
- Orgelanders
- anläggningspresentation

### Fotnoter
1. ↑  ”Borgholms kyrka”. Ölänningen. Arkiverad från originalet den 14 juni 2011. https://web.archive.org/web/20110614070143/http://www.olanningen.com/olands_kyrkor/borgholms_ka.htm. Läst 26 juli 2014.
2. ↑  ”Borgholm.”. Ölandsbladet. Kungliga biblioteket. 14 oktober 1875. sid. 2, 1a kolumnen. https://tidningar.kb.se/jvrzx13zgrv2tcqn/part/1/page/2. Läst 17 april 2025.